# Espacio euclídeo

Un punto en el espacio euclídeo tridimensional puede ser ubicado por medio de tres coordenadas.

El espacio euclídeo (también llamado espacio euclidiano) es un tipo de espacio geométrico donde se satisfacen los axiomas de Euclides de la geometría. La recta real, el plano euclídeo y el espacio tridimensional de la geometría euclidiana son casos especiales de espacios euclidianos de dimensiones 1, 2 y 3 respectivamente. El concepto como conjunto, {\displaystyle \mathbb {R} ^{n}} es el conjunto de n-tuplas ordenadas de números reales, es decir:
{\displaystyle \mathbb {R} ^{n}=\{(x_{1},x_{2},\;\ldots \;x_{n})\;|\ x_{i}\in \mathbb {R} \;,i=1,2\;\ldots \;,n\}}
Dados dos elementos {\displaystyle x,y\in \mathbb {R} } podemos decir que {\displaystyle x=y} sí y sólo sí {\displaystyle x_{i}=y_{i}} para todo {\displaystyle i\in \{1,2,\dots n\}}.
Con frecuencia a los elementos de {\displaystyle \mathbb {R} ^{n}} se les define como vectores, y con las operaciones comunes de adición y producto de un vector por un escalar, {\displaystyle \mathbb {R} ^{n}} es un espacio vectorial.
Un espacio euclídeo es un espacio vectorial completo dotado de un producto interno, lo cual lo convierte además en un espacio afín, un espacio métrico y una variedad riemanniana al mismo tiempo.
El término euclídeo se utiliza para distinguir estos espacios de los espacios "curvos", de las geometrías no euclidianas y del espacio de la teoría de la relatividad de Einstein. Para resaltar el hecho de que un espacio euclídeo puede poseer n dimensiones, se suele hablar de "espacio euclídeo n-dimensional" (denotado {\displaystyle \mathbb {R} ^{n},R^{n}}, o incluso {\displaystyle \mathbb {E} ^{n}}).
Los antiguos geómetras griegos introdujeron el espacio euclidiano para modelar el espacio físico. Su trabajo fue recogido por el matemático griego antiguo Euclides en sus Elementos, con la gran innovación de probar todas las propiedades del espacio como teoremas, partiendo de unas pocas propiedades fundamentales, llamadas  postulados, que o bien se consideraban evidentes (por ejemplo, hay exactamente una línea recta que pasa por dos puntos), o bien parecían imposibles de demostrar (postulado de las paralelas).
| 
Tras la introducción a finales del siglo XIX de las geometrías no euclídeas, los antiguos postulados se formalizaron de nuevo para definir los espacios euclidianos mediante la teoría axiomática. Se ha demostrado que otra definición de los espacios euclidianos mediante espacio vectorial y álgebra lineal es equivalente a la definición axiomática. Es esta definición la que se usa más comúnmente en las matemáticas modernas, y la que se detalla en este artículo. En todas las definiciones, los espacios euclidianos están formados por puntos, que se definen sólo por las propiedades que deben tener para formar un espacio euclidiano.
Esencialmente sólo hay un espacio euclídeo de cada dimensión; es decir, todos los espacios euclídeos de una dimensión dada son isomorfos. Por tanto, en muchos casos, es posible trabajar con un espacio euclídeo concreto, que generalmente es el espacio real{\displaystyle \mathbb {R} ^{n},} dotado del producto escalar. Un isomorfismo de un espacio euclídeo a {\displaystyle \mathbb {R} ^{n}} asocia a cada punto una n-tupla de números reales que localizan ese punto en el espacio euclídeo y se denominan las coordenadas cartesianas de ese punto.

## Definición

### Historia de la definición
El espacio euclidiano fue introducido por antiguos matemáticos griegos como una abstracción de nuestro espacio físico. Su gran innovación, que aparece en  Elementos de Euclides fue construir y probar toda la geometría partiendo de unas pocas propiedades muy básicas, que se abstraen del mundo físico, y no pueden demostrarse matemáticamente por falta de herramientas más básicas. Estas propiedades se denominan postulados o axiomas en lenguaje moderno. Esta forma de definir el espacio euclidiano sigue utilizándose con el nombre de geometría sintética.
En 1637, René Descartes introdujo las coordenadas cartesianas y demostró que esto permite reducir los problemas geométricos a cálculos algebraicos con números. Esta reducción de la geometría al álgebra supuso un importante cambio de punto de vista, ya que, hasta entonces, los números reales se definían en términos de longitudes y distancias.
La geometría euclidiana no se aplicó en espacios de dimensión superior a tres hasta el siglo XIX. Ludwig Schläfli generalizó la geometría euclidiana a espacios de dimensión n, utilizando métodos sintéticos y algebraicos, y descubrió todos los politopos regulares (análogos de dimensión superior de los sólidos platónicos) que existen en los espacios euclidianos de cualquier dimensión.
A pesar del amplio uso del enfoque de Descartes, que recibió el nombre de geometría analítica, la definición del espacio euclídeo permaneció inalterada hasta finales del siglo XIX. La introducción de espacios vectoriales abstractos permitió utilizarlos para definir los espacios euclídeos con una definición puramente algebraica. Se ha demostrado que esta nueva definición es equivalente a la definición clásica en términos de axiomas geométricos. Es esta definición algebraica la que ahora se utiliza más a menudo para introducir los espacios euclidianos.

### Motivación de la definición moderna
Una forma de pensar en el plano euclídeo es como un conjunto de puntos que satisfacen ciertas relaciones, expresables en términos de distancia y ángulos. Por ejemplo, hay dos operaciones fundamentales (denominadas movimientos) en el plano. Una es translación, que significa un desplazamiento del plano de modo que cada punto se desplaza en la misma dirección y a la misma distancia. La otra es la rotación alrededor de un punto fijo del plano, en la que todos los puntos del plano giran alrededor de ese punto fijo con el mismo ángulo. Uno de los principios básicos de la geometría euclidiana es que dos figuras (normalmente consideradas como subconjuntos) del plano deben considerarse equivalentes (congruente) si una puede transformarse en la otra mediante una secuencia de traslaciones, rotaciones y reflexións (véase a continuación).
Para que todo esto sea matemáticamente preciso, la teoría debe definir claramente qué es un espacio euclídeo y las nociones relacionadas de distancia, ángulo, traslación y rotación. Incluso cuando se utiliza en teorías físicas, el espacio euclídeo es una  abstracción desvinculada de localizaciones físicas reales, marcos de referencia específicos, instrumentos de medida, etcétera. Una definición puramente matemática del espacio euclidiano también ignora las cuestiones de unidades de longitud y otras dimensiones físicas: la distancia en un espacio "matemático" es un número, no algo expresado en pulgadas o metros.
La forma estándar de definir matemáticamente un espacio euclídeo, tal como se lleva a cabo en el resto de este artículo, es como un conjunto de puntos sobre los que un  espacio vectorial real actúa, el espacio de traslaciones que está dotado de un producto interior. La acción de las traslaciones hace del espacio un espacio afín, y esto permite definir rectas, planos, subespacios, dimensión y paralelismo. El producto interior permite definir distancia y ángulos.
El conjunto {\displaystyle \mathbb {R} ^{n}} de n-tuplas de números reales dotadas del producto punto es un espacio euclídeo de dimensión n. A la inversa, la elección de un punto llamado origen y de una base ortonormal del espacio de traslaciones equivale a definir un isomorfismo entre un espacio euclídeo de dimensión n y {\displaystyle \mathbb {R} ^{n}} visto como un espacio euclídeo.
De ello se deduce que todo lo que puede decirse de un espacio euclídeo puede decirse también de {\displaystyle \mathbb {R} ^{n}.} Por ello, muchos autores, especialmente a nivel elemental, llaman a {\displaystyle \mathbb {R} ^{n}} el espacio euclídeo estándar de dimensión n, o simplemente el espacio euclídeo de dimensión n.
Una razón para introducir una definición tan abstracta de los espacios euclídeos, y para trabajar con ella en lugar de {\displaystyle \mathbb {R} ^{n}} es que a menudo es preferible trabajar de una manera sin coordenadas y sin origen (es decir, sin elegir una base preferida y un origen preferido). Otra razón es que no hay origen ni base en el mundo físico.

### Definición técnica
Un espacio vectorial euclídeo es un espacio de producto interior de dimensión finita sobre los números reales.
Un espacio euclídeo es un espacio afín sobre el real tal que el espacio vectorial asociado es un espacio vectorial euclídeo. Los espacios euclídeos se llaman a veces espacios afines euclídeos para distinguirlos de los espacios vectoriales euclídeos.
Si E es un espacio euclídeo, su espacio vectorial asociado (espacio vectorial euclídeo) se suele denotar {\displaystyle {\overrightarrow {E}}.} La dimensión de un espacio euclídeo es la dimensión de su espacio vectorial asociado.
Los elementos de E se denominan puntos y se denotan comúnmente con letras mayúsculas. Los elementos de {\displaystyle {\overrightarrow {E}}} se llaman vectors euclídeos' o vectors libres. También se llaman traslaciones, aunque, propiamente hablando, una traslación es la transformación geométrica resultante de la acción de un vector euclídeo sobre el espacio euclídeo.
La acción de una traslación v sobre un punto P proporciona un punto que se denota P + v. Esta acción satisface
{\displaystyle P+(v+w)=(P+v)+w.}
Nota: El segundo + en el lado izquierdo es una adición vectorial; todos los demás + denotan una acción de un vector sobre un punto. Esta notación no es ambigua, ya que, para distinguir entre los dos significados de +, basta con fijarse en la naturaleza de su argumento izquierdo.
El hecho de que la acción sea libre y transitiva significa que para cada par de puntos (P, Q) existe exactamente un  vector de desplazamiento v tal que P + v = Q. Este vector v se denota {\displaystyle Q-P} o {\displaystyle {\vec {PQ}}}.
Como se ha explicado anteriormente, algunas de las propiedades básicas de los espacios euclídeos resultan de la estructura del espacio afín. Se describen en  Estructura afín y sus subsecciones. Las propiedades resultantes del producto interior se explican en  Estructura métrica y sus subsecciones.

## Introducción
Un espacio euclídeo de dimensión finita es un espacio vectorial normado sobre los números reales de dimensión finita, en que la norma es la asociada al producto escalar ordinario. Para cada número entero no negativo n, el espacio euclídeo n-dimensional se representa por el símbolo {\displaystyle \mathbb {R} ^{n}} y es el conjunto de todas las tuplas ordenadas

{\displaystyle (x_{1},x_{2},\ldots ,x_{n})}

en donde cada {\displaystyle x_{i}} es un número real, junto con la función distancia entre dos puntos (x1, ..., xn) e (y1, ..., yn) definida por la fórmula: 

{\displaystyle d(\mathbf {x} ,\mathbf {y} )=\|\mathbf {x} -\mathbf {y} \|={\sqrt {\sum _{i=1}^{n}(x_{i}-y_{i})^{2}}}}

Esta función distancia es una generalización del teorema de Pitágoras y se denomina distancia euclidiana. El hecho de que se haya definido una distancia permite definir otros conceptos métricos como el de medida de Lebesgue, lo cual permite a su vez definir la longitud de una curva (1-volumen), las nociones de área (2-volumen), volumen (3-volumen) y cuando el espacio tiene dimensión superior a 3 n-volumen (para n > 3).
Además, pueden definirse ángulos, al poder hablar de proyectar una longitud recta sobre la dirección de otra longitud recta no paralela, así el ángulo entre dos rectas r1 y r2 cuyos vectores unitarios tangentes son {\displaystyle \mathbf {n} _{1}} y {\displaystyle \mathbf {n} _{2}} se puede definir como:

{\displaystyle \theta =\arccos \left(\mathbf {n} _{1}\cdot \mathbf {n} _{2}\right)}

## Estructuras sobre el espacio euclídeo
Los espacios euclidianos y sus propiedades han servido de base para generar gran cantidad de conceptos matemáticos relacionados con la geometría analítica, la topología, el álgebra y el cálculo. Aunque el espacio euclídeo suele ser introducido, por razones didácticas, como espacio vectorial, en realidad sobre él se pueden definir muchas más estructuras. El espacio euclídeo es además de un espacio vectorial un caso de:
- Un espacio de Hilbert de dimensión finita, con el producto escalar ordinario.
- Un espacio de Banach de dimensión finita, con norma inducida por el producto escalar interior.
- Un espacio métrico completo, con distancia inducida por la norma anterior.
- Un espacio topológico, inducido por la métrica euclídea.
- Una variedad de Riemann, con la métrica euclídea.

- Un espacio afín donde el espacio vectorial asociado es {\displaystyle \mathbb {R} ^{n}}
- Un grupo de Lie, con la operación de adición.
- Un álgebra de Lie con el producto vectorial (solo en el caso tridimensional).

### El espacio euclídeo como espacio métrico
Por definición, {\displaystyle \mathbb {R} ^{n}} es un espacio métrico, y es por tanto también un espacio topológico; es el ejemplo prototípico de una n-variedad, y es de hecho una n-variedad diferenciable. Para n ≠ 4, cualquier n-variedad diferenciable que sea homeomorfa a {\displaystyle \mathbb {R} ^{n}} es también difeomorfa a ella. El hecho sorprendente es que esto no es cierto también para n = 4, lo que fue probado por Simon Donaldson en el año 1982; los contraejemplos se llaman 4-espacios exóticos (o falsos).
Dado que el espacio euclídeo {\displaystyle \mathbb {R} ^{n}} es en sí mismo una variedad diferenciable, en cada punto se puede definir su espacio tangente (que es un espacio vectorial de dimensión n), y puede aprovecharse la estructura euclídea para definir una métrica sobre el fibrado tangente del espacio euclídeo, lo cual le da la estructura de variedad de Riemann, eso permite definir áreas, volúmenes y n-volúmenes para subconjuntos diferenciables de dicho espacio.

### El espacio euclídeo como espacio topológico
Se puede decir mucho sobre la topología de {\displaystyle \mathbb {R} ^{n}}. Un resultado importante, la invariancia del dominio de Brouwer, es el de que cualquier subconjunto de {\displaystyle \mathbb {R} ^{n}} que sea homeomorfo a un subconjunto abierto de {\displaystyle \mathbb {R} ^{n}} es en sí mismo abierto. Como consecuencia inmediata de esto se tiene que {\displaystyle \mathbb {R} ^{m}} no es homeomorfo a {\displaystyle \mathbb {R} ^{n}} si {\displaystyle m\neq n}, un resultado intuitivamente trivial que sin embargo no es fácil de demostrar.

### El espacio euclídeo como espacio vectorial
El n-espacio euclídeo se puede considerar también como un espacio vectorial n-dimensional real, de hecho, un espacio de Hilbert, de manera natural. El producto escalar, de x = (x1,...,xn) e y = (y1,...,yn) está dado por:

{\displaystyle \mathbf {x} \cdot \mathbf {y} =\sum _{i=1}^{n}x_{i}y_{i}=x_{1}y_{1}+x_{2}y_{2}+\cdots +x_{n}y_{n}}

## Espacio euclídeo de dimensión infinita
Los espacios euclídeos considerados usualmente tienen una dimensión topológica finita. Eso hace que sean localmente compactos. Sin embargo, es posible concebir estructuras de dimensión infinita que tengan propiedades análogas a los espacios euclídeos, por lo que la extensión a dimensión infinita de la noción de espacio euclídeo es posible con unas pocas precauciones. En primer lugar, se puede considerar el conjunto {\displaystyle \mathbb {R} ^{\omega }} definido como:

{\displaystyle \mathbb {R} ^{\omega }=\{(x_{1},x_{2},\dots )|\forall i:x_{i}\in \mathbb {R} \}}

Es decir, este conjunto es el producto cartesiano de un número infinito numerable de copias de {\displaystyle \mathbb {R} }. Sin embargo, el conjunto de todas esas tuplas infinitas no tiene la estructura de espacio euclídeo porque no se puede dotar de una norma euclídea adecuada. Por ejemplo, las tuplas:

{\displaystyle \mathbf {x} =(1,1,1,\dots ),{\text{ ó }}\mathbf {y} =(1,2,3,4,\dots )}

No representan vectores cuya suma de componentes al cuadrado sea un número real finito. Por esa razón se considera el subconjunto:

{\displaystyle E_{\infty }=\{(x_{1},x_{2},\dots )|\forall i:x_{i}\in \mathbb {R} ,\ \lim _{N\to \infty }\sum _{n=1}^{N}|x_{n}|^{2}<\infty \}\varsubsetneq \mathbb {R} ^{\omega }}

Este espacio vectorial {\displaystyle E_{\infty }} comparte la mayor parte de las propiedades de los espacios euclídeos finitodimensionales y por tanto puede considerarse un espacio euclídeo infinitodimensional. La principal característica de {\displaystyle E_{\infty }} es que el espacio euclídeo infinitodimensional, a diferencia de sus versiones finitodimensionales, no es un espacio localmente compacto.